# Emma Kirkby
Carolyn Emma Kirkby, DBE född 26 februari 1949 i Camberley, Surrey, är en brittisk sångerska (sopran). Hon är utbildad vid Oxford University och debuterade i London 1974. Hon har särskilt specialiserat sig på renässans- och barockmusik, och har samarbetat med bland andra Academy of Ancient Music, Taverner Players och lutspelaren Anthony Rooley.
Emma Kirkby har gjort gott över 100 skiv-inspelningar, från sekvenser av Hildegard av Bingen till madrigaler från den italienska och engelska renässansen, kantater och oratorier från barocken, verk av Mozart, Haydn och Johann Christian Bach. Hennes 1980-inspelning av Händels Messias dirigerad av Christopher Hogwood gav henne internationella erkännande. Inspelningen räknas som en av de 20 bästa inspelningarna någonsin av BBC Music Magazine.